# Trương Đình Thanh
Trương Đình Thanh (8 tháng 12 năm 1944 – 26 tháng 1 năm 2005) là một sĩ quan cấp cao của Quân đội nhân dân Việt Nam, hàm Trung tướng, nguyên Tư lệnh Quân khu 4.

## Thân thế và sự nghiệp
Trương Đình Thanh sinh ngày 8 tháng 12 năm 1944 tại xã Hiền Ninh, huyện Quảng Ninh, tỉnh Quảng Bình. Ông nhập ngũ tháng 2 năm 1961 và được đào tạo tại trường Quân sự Quân khu 4, và đến tháng 10 năm 1964 thì được kết nạp vào Đảng Cộng sản Việt Nam. Từ lúc nhập ngũ cho đến Sự kiện 30 tháng 4 năm 1975, ông từng trải qua các chức vụ như Tiểu đội trưởng, Trung đội trưởng, Đại đội trưởng, Tiểu đoàn trưởng, Trung đoàn phó, Trung đoàn trưởng Trung đoàn 6 Phú Xuân trực thuộc Quân khu Trị Thiên Huế.
Năm 1976 đến 1980, ông được cử đi đào tạo tại Học viện Lục quân rồi Học viện Quốc phòng. Trong 4 năm tiếp theo, ông lần lượt giữ các chức vụ Sư đoàn phó và Sư đoàn trưởng Sư đoàn 342 của Quân khu 4. Đến năm 1985, ông tiếp tục được cử đi đào tạo tại Học viện Quân sự Frunze của Liên Xô. Sau khi về nước, ông đảm nhiệm Tham mưu phó rồi Phó Tư lệnh kiêm Tham mưu trưởng Quân khu 4. Năm 1995, ông lại được cử đi học lớp lý luận chính trị cao cấp tại Học viện Chính trị Quân sự. Tháng 7 cùng năm, ông được bổ nhiệm làm Phó Tư lệnh Quân khu 4. Tháng 2 năm 2002, ông trở thành Tư lệnh Quân khu 4.
Ngày 26 tháng 1 năm 2005, ông bị tai nạn máy bay trên chiếc trực thăng Mi-8. Trong chuyến bay này, có 16 cán bộ cao cấp của Bộ Tư lệnh Quân khu 4 và Quân chủng Phòng không – Không quân đã tử nạn, bao gồm Tư lệnh, Phó Tư lệnh, Chủ nhiệm Chính trị, Cục trưởng Cục Hậu cần Quân khu và nhiều cán bộ khác. Lịch trình của chiếc Mi-8 xuất phát từ ngày 24 tại Đoàn bay Trung đoàn 954, Sư đoàn 372 tại Đà Nẵng và đáp xuống Vinh; ngày hôm sau lại tiếp tục chuyên chở các Cán bộ cấp cao của Quân khu 4 đi làm nhiệm vụ kiểm tra và chúc tết chiến sĩ ở Đảo Cồn Cỏ và quay về sân bay Vinh trong ngày. Đến ngày 26, chiếc máy bay lại cất cánh ở sân bay Vinh để đưa đoàn công tác đến Hòn Mê, Thanh Hóa. Đến 15 giờ 43 phút cùng ngày, chiếc máy bay này đã cất cánh ở Hòn Mê hướng ra Hòn Mắt trong tình trạng sương mù dày đặc và đã đâm vào vách núi Hòn Mê chỉ 2 phút sau khi cất cánh. 16 cán bộ tử vong. Ngày 29, lễ viếng và lễ truy điệu các cán bộ Quân khu 4 tử nạn đã diễn ra trọng thể tại hội trường Bộ tư lệnh Quân khu 4.

## Lịch sử phong quân hàm
| Năm thụ phong |        | 1992        | 2003        |
| ------------- | ------ | ----------- | ----------- |
| Quân hàm      |        |             |             |
| Cấp bậc       | Đại tá | Thiếu tướng | Trung tướng |

## Khen thưởng
- Huân chương Độc lập hạng Ba
- Huân chương Quân công hạng Ba
- Huân chương Chiến công (hạng Nhất, Nhì, Ba)
- Huân chương Chiến công Giải phóng (hạng Nhì, Ba)
- Huân chương Kháng chiến chống Mỹ cứu nước hạng Nhì
- Huân chương Chiến sĩ vẻ vang (hạng Nhất, Nhì, Ba)
- Huân chương Chiến sĩ Giải phóng (hạng Nhất, Nhì, Ba)
- Huy chương Quân kỳ Quyết thắng